# Lockheed Martin FB-22
Il Lockheed Martin FB-22 (denominato anche Strike Raptor) è stato un modello di bombardiere proposto all'USAF dalla Lockheed Martin. Esso era basato sul Lockheed Martin-Boeing F-22 Raptor e mirava a sostituire il McDonnell Douglas F-15E Strike Eagle.

## Sviluppo
Nel 2002 la Lockheed Martin iniziò lo sviluppo di un bombardiere basato sull'F-22 Raptor, che veniva modificato applicando una configurazione alare a delta e allungando la fusoliera in modo da consentire una capacità di carico armamento maggiorata. Essendo basato su di un velivolo già esistente, lo Strike Raptor avrebbe limitato al minimo i costi e i tempi di sviluppo e di produzione.
L'obiettivo della Lockheed Martin era di arrivare ad un effettivo impiego operativo nel 2018 quale passo intermedio in attesa dell'arrivo del nuovo bombardiere avanzato previsto per 2037, ma il progetto è stato annullato nel 2006 dal "Quadrennial Defense Review" in favore di bombardieri con maggiore raggio d'azione.

## Tecnica
La configurazione alare a delta e la fusoliera allungata consentivano una maggior capacità ai serbatoi di carburante, il che avrebbe consentito una maggiore autonomia, estendendola di 2.600 km rispetto all'originale Raptor. I motori proposti andavano dal Pratt & Whitney F135 (già impiegato sull'F-35 Lightning II) al General Electric / Rolls-Royce F136. Tali propulsori avrebbero dovuto garantire una velocità di Mach 1,92.
L'FB-22 avrebbe potuto trasportare 30 bombe di piccolo diametro da 110 kg e 2 missili. Tali armi sarebbero state alloggiate in un pod a pilone posizionato all'interno dell'aereo, in modo tale da non compromettere la funzionalità stealth dell'aerodinamica. Tale pod sarebbe fuoriuscito solo al momento dello sgancio degli ordigni, e successivamente sarebbe stato espulso anch'esso una volta completato lo sganciamento.

## Il Lockheed Martin FB-22 nella cultura di massa
- In ambito videoludico lo Strike Raptor compare nella serie di videogiochi Ace Combat (a partire da Ace Combat: Squadron Leader)[10] e nel videogioco Tom Clancy's H.A.W.X. (dove è scaricabile tramite DLC)[11].